# Администрация президента России
Администра́ция президе́нта Росси́и (в официальных документах Администра́ция Президе́нта Росси́йской Федера́ции) — государственный орган, сформированный в соответствии с пунктом «и» статьи 83 Конституции Российской Федерации, который обеспечивает деятельность Президента Российской Федерации и осуществляет контроль за исполнением решений Президента Российской Федерации.
Администрация президента Российской Федерации является преемницей Администрации президента РСФСР, созданной 19 июля 1991 года.

## История
Первоначально Администрация президента России состояла из 13 подразделений. К середине 1993 года, с выходом Положения об Администрации, в её состав входило уже 26 управлений и отделов. В этом документе определялось, что Администрация президента России является «аппаратом, созданным для обеспечения деятельности президента Российской Федерации». В декабре того же года была принята Конституция Российской Федерации, в которой формирование Администрации устанавливалось полномочием президента России (ч. «и» ст. 83).
2 октября 1996 года был издан Указ «Об утверждении Положения об Администрации президента Российской Федерации». Реальный круг функций Администрации президента зависел от руководителя Администрации. В 1996 году эту должность при президенте Б. Н. Ельцине занял А. Б. Чубайс. Он хотел повысить роль Администрации, усилить её влияние на общественно-политические процессы и федеральную исполнительную власть России. В Положении было написано, что «Администрация является государственным органом, обеспечивающим деятельность Президента Российской Федерации», расширены возможности контроля в отношении органов исполнительной власти.
11 ноября 1996 года депутаты Государственной Думы обратились в Конституционный суд Российской Федерации с запросом о проверке соответствия конституции указа президента России, которым было утверждено положение об Администрации президента России. После этого 15 апреля 1997 года в Положение об Администрации были внесены изменения, смягчающие её полномочия и возможности, но определение Администрации как государственного органа в Положении сохранилось. 25 апреля 1997 года Государственная Дума отозвала свой запрос в Конституционный суд, 29 мая 1997 года производство по этому делу Конституционным судом было прекращено.
Подчёркивая особую роль Администрации, в своём послании 30 марта 1999 года президент России Борис Ельцин отмечал:

Серьёзные задачи стоят перед Администрацией президента, которой следует работать более организованно, скоординированно с органами государственной власти, а главное — усилить контроль за исполнением решений президента. К сожалению, в последнее время из-за бездействия отдельных руководителей и чиновников ею утрачены многие занимаемые позиции. Администрация должна не просто представлять президента, а быть активным проводником его политики.

25 марта 2004 года президент России Владимир Путин подписал указ о реорганизации своей администрации, 6 апреля того же года подписав указ о новом положении об Администрации президента России. «В целях формирования Администрации президента Российской Федерации, определения правового статуса и правовых основ деятельности администрации и её должностных лиц» было утверждено новое Положение, по которому Администрация президента Российской Федерации стала включать 21 самостоятельное подразделение.
12 июня 2024 был утверждён новый перечень самостоятельных подразделений Администрации президента России (вместе с ним было создано 5 новых подразделений) и того на сегодняшний день АП включает 28 самостоятельных подразделений. 

## Положения об администрации
Положение об Администрации Президента Российской Федерации утверждалось:
- Указом Президента Российской Федерации от 22 февраля 1993 г. № 273,
- Указом Президента Российской Федерации от 29 января 1996 г. № 117,
- Указом Президента Российской Федерации от 2 октября 1996 г. № 1412,
- Указом Президента Российской Федерации от 6 апреля 2004 г. № 490 (действующее).

## Структура
Администрация президента Российской Федерации состоит из самостоятельных подразделений и ряда отдельно указанных в положении должностных лиц (например, руководитель Администрации, его заместители, пресс-секретарь президента Российской Федерации, помощники, советники, полномочные представители президента Российской Федерации, руководитель протокола президента Российской Федерации, уполномоченный при президенте Российской Федерации по правам ребёнка). К самостоятельным подразделениям относятся различные управления, а также ряд подразделений равного с ними уровня, такие как Канцелярия президента Российской Федерации, Референтура Президента Российской Федерации, аппарат Совета Безопасности, Геральдический совет при Президенте Российской Федерации, Секретариат руководителя Администрации, Аппарат советников президента Российской Федерации и другие.

### Руководитель
- Вайно, Антон Эдуардович с 12 августа 2016

#### Заместители
- Кириенко, Сергей Владиленович — первый заместитель
- Громов, Алексей Алексеевич — первый заместитель
- Козак, Дмитрий Николаевич — заместитель
- Магомедов, Магомедсалам Магомедалиевич — заместитель
- Орешкин, Максим Станиславович — заместитель
- Островенко, Владимир Евгеньевич — заместитель
- Песков, Дмитрий Сергеевич — заместитель руководителя Администрации президента Российской Федерации — пресс-секретарь президента Российской Федерации

### Управления
- Государственно-правовое управление
  - Брычёва, Лариса Игоревна
- Контрольное управление
  - Шальков, Дмитрий Владиславович
- Управление информационного и документационного обеспечения
  - Федоров Антон Юрьевич
- Управление по внешней политике
  - Неверов, Игорь Святославович
- Управление по внутренней политике
  - Ярин, Андрей Вениаминович
- Управление по вопросам государственной службы, кадров и противодействия коррупции
  - Травников Максим Александрович
- Управление по вопросам мониторинга и анализа социальных процессов[14]
  - Харичев Александр Дмитриевич
- Управление по вопросам национальной морской политики[14]
  - Вахруков, Сергей Алексеевич[15]
- Управление по вопросам формирования и деятельности Государственного совета Российской Федерации[14]
  - Симоненко Владимир Александрович[15]
- Управление по государственной политике в гуманитарной сфере[14]
  - вакантно
- Управление по государственной политике в сфере оборонно-промышленного комплекса[14]
  - Евтухов, Виктор Леонидович[15]
- Управление по государственным наградам
  - Осипов, Владимир Борисович
- Управление по межрегиональным и культурным связям с зарубежными странами
  - Маслов Игорь Венидиктович
- Управление по научно-образовательной политике
  - Биленкина Инна Петровна
- Управление по обеспечению конституционных прав граждан
  - Локаткина Татьяна Александровна
- Управление по общественным проектам
  - Новиков Сергей Геннадьевич
- Управление по общественным связям и коммуникациям
  - Смирнов Александр Юрьевич
- Управление по приграничному сотрудничеству
  - Филатов Алексей Евгеньевич
- Управление по работе с обращениями граждан и организаций
  - Михайловский, Михаил Геннадьевич
- Управление по применению информационно-коммуникационных технологий и инфраструктуры связи
  - Матвеева Татьяна Владимировна
- Управление пресс-службы и информации
  - Цыбулин Андрей Михайлович
- Управление протокола
  - Куликова Анна Александровна[15]
- Экспертное управление
  - Агафонов Денис Владимирович

### Департамент по обеспечению деятельности

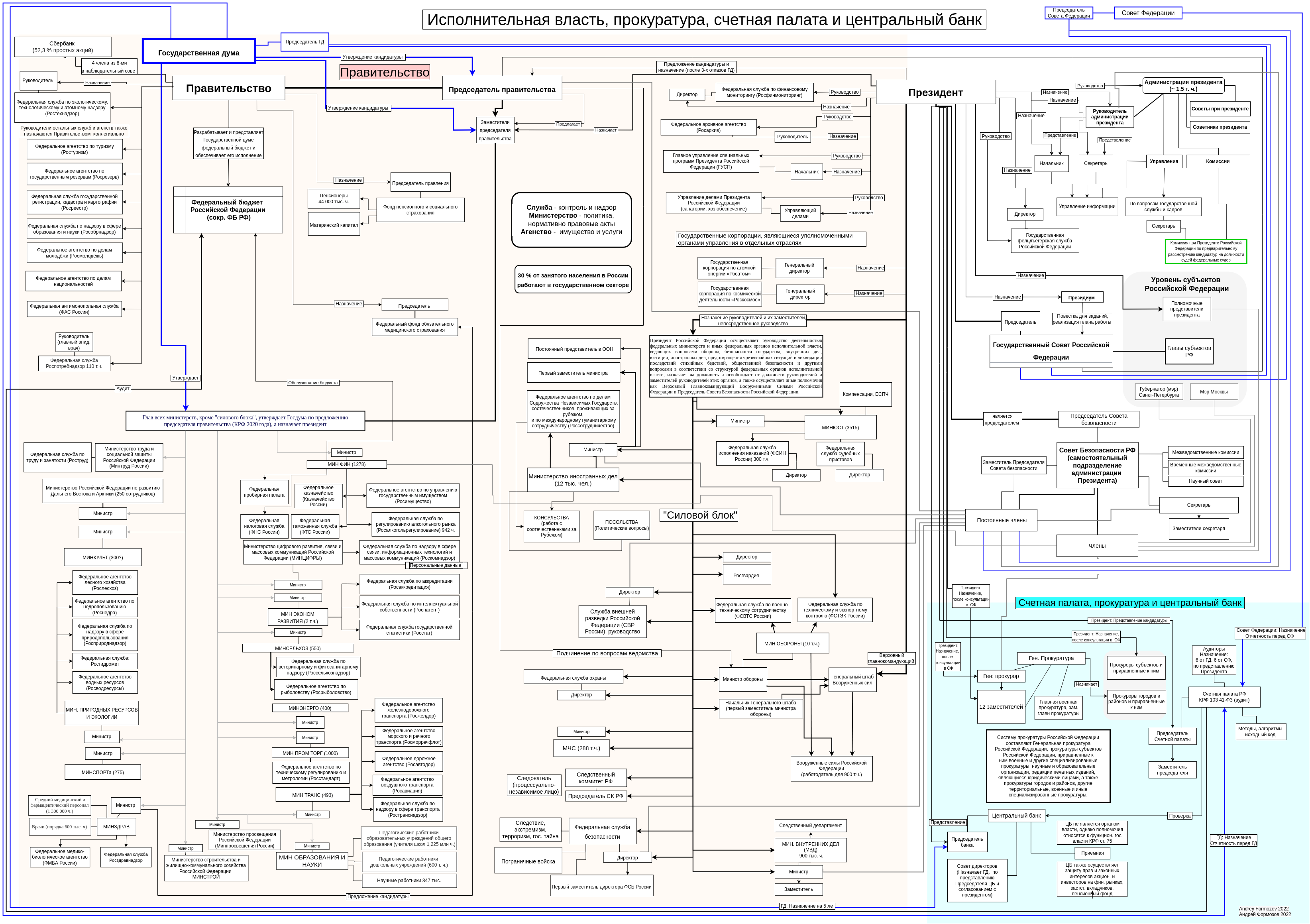
Структура администрации президента в системе исполнительной власти Российской Федерации

- Департамент по обеспечению деятельности Приёмной Президента Российской Федерации, Канцелярии Президента Российской Федерации

### Референтура президента
Начальник — Калимулин Дмитрий Рафаэльевич
- Департамент информационно-аналитического обеспечения
- Департамент подготовки материалов к публичным выступлениям и обращениям
- Департамент подготовки материалов для приветственных и иных адресов
- Департамент гуманитарного сотрудничества

### Руководители протокола президента
Указом Президента Российской Федерации от 3 июля 1995 г. № 661 Служба протокола администрации Президента Российской Федерации преобразована в Управление протокола Президента Российской Федерации, должность руководителя Службы протокола администрации Президента Российской Федерации преобразована в должность руководителя протокола Президента Российской Федерации — помощника Президента Российской Федерации.
- Шевченко, Владимир Николаевич, руководитель протокола Президента Российской Федерации — помощник президента Российской Федерации (3 июля 1995 г., № 661 — 11 августа 1998 г., № 946), заместитель руководителя Администрации Президента Российской Федерации — руководитель протокола Президента Российской Федерации (11 августа 1998 г., № 946 — 3 января 2000 г., № 1)
- Рахманин, Владимир Олегович (4 января 2000 г., № 13 — 7 мая 2000 г., № 835; 4 июня 2000 г., № 1026 — 29 декабря 2001 г., № 1505)
- Щёголев, Игорь Олегович (29 декабря 2001 г., № 1507, переназначен 26 марта 2004 г., № 413 — 12 мая 2008 г.)[16][17]
- Ентальцева, Марина Валентиновна (13 мая 2008 г., № 771 — 21 мая 2012 г., № 665)[18][19]
- Островенко, Владимир Евгеньевич (22 мая 2012 г., № 692 — 12 августа 2016 г., № 407)
- Китаев, Владислав Николаевич (8 сентября 2016 г., № 463 — 7 мая 2018 г., с 13 июня 2018 г., № 320)

#### Заместители
- Меньшиков, Виталий Витальевич, первый заместитель руководителя протокола Президента Российской Федерации — начальник Управления протокола Президента Российской Федерации (4 ноября 2002 г., № 1288 — 5 апреля 2004 г., № 478)
- Марков, Олег Александрович, первый заместитель руководителя протокола Президента Российской Федерации (9 апреля 2004 г., № 151-рп — 16 марта 2007 г., № 111-рп)
- Вайно, Антон Эдуардович, первый заместитель руководителя протокола Президента Российской Федерации (26 апреля 2007 г., № 194-рп — 8 октября 2007 г., № 567-рп)
- Смирнов, Игорь Александрович, заместитель руководителя протокола Президента Российской Федерации (14 мая 2008 г., № 788 — 30 мая 2012 г., № 756)
- Казаринов, Михаил Анатольевич, заместитель руководителя протокола Президента Российской Федерации (с 25 июня 2012 г., № 883)

### Уполномоченный Российской Федерации при ЕСПЧ
Указом Президента Российской Федерации от 29 марта 1998 г. № 310 учреждена должность Уполномоченного Российской Федерации при Европейском суде по правам человека (ЕСПЧ).
Указом Президента Российской Федерации от 20 марта 2007 г. № 370 обеспечение деятельности Уполномоченного Российской Федерации при Европейском Суде по правам человека, ранее осуществлявшееся Государственно-правовым управлением президента Российской Федерации, возложено на Министерство юстиции Российской Федерации.
- Лаптев, Павел Александрович, Уполномоченный Российской Федерации при Европейском суде по правам человека/Уполномоченный Российской Федерации при Европейском Суде по правам человека (29 ноября 1999 г., № 1585 — 8 февраля 2005 г., № 134; 8 февраля 2005 г., № 134 — 20 марта 2007 г., № 369)

### Уполномоченный при президенте по правам ребёнка
Должность учреждена Указом Президента Российской Федерации от 1 сентября 2009 года № 986.
- Головань, Алексей Иванович (1 сентября 2009 года № 987 — 26 декабря 2009 года № 1490);
- Астахов, Павел Алексеевич (30 декабря 2009 года № 1518 — 9 сентября 2016 года № 465);
- Кузнецова, Анна Юрьевна (9 сентября 2016 года № 466 — 29 сентября 2021 года № 552)[20][21][22];
- Львова-Белова, Мария Алексеевна (27 октября 2021 года № 606 — по настоящее время)[23][24].

### Канцелярия президента
Указом Президента Российской Федерации от 6 мая 1992 г. № 465 Секретариат Президента Российской Федерации реорганизован в службу помощников Президента Российской Федерации и Канцелярию Президента Российской Федерации.
Указом президента Российской Федерации от 25 марта 2004 г. № 400 в перечень самостоятельных подразделений Администрации Президента Российской Федерации включена Канцелярия президента Российской Федерации (на правах управления).
Положение о Канцелярии президента Российской Федерации утверждалось Указом Президента Российской Федерации от 9 апреля 1997 г. № 313 (признано утратившим силу Указом Президента Российской Федерации от 18 ноября 2004 г. № 1465) и Указом Президента Российской Федерации от 18 ноября 2004 г. № 1465.
В период 2000—2008 гг. заведующий Канцелярией не назначался, хотя формально должность не была упразднена. Обязанности заведующего Канцелярией исполнял заместитель руководителя Администрации Президента Российской Федерации Сечин Игорь Иванович.
- Семенченко, Валерий Павлович, заведующий Канцелярией Президента Российской Федерации (8 мая 1992 г., № 497 — 9 августа 1996 г., № 1148; в соответствии с распоряжением Президента Российской Федерации от 16 августа 1995 г. № 381-рп по должности являлся помощником Президента Российской Федерации), заместитель руководителя Администрации Президента Российской Федерации — заведующий Канцелярией Президента Российской Федерации (9 августа 1996 г., № 1148 — 3 января 2000 г., № 3)
- Константинов Николай Николаевич, руководитель (10 декабря 2009 г., № 1416 — 7 мая 2012 г., 9 июня 2012 г., № 785 — 6 ноября 2012 г., № 1482)
- Кобяков Антон Анатольевич, руководитель (6 ноября 2012 г., № 1483 — 11 апреля 2014 г., № 227)
- Голублев Александр Михайлович, руководитель (18 апреля 2014 г., № 265 — скончался 1 октября 2020 г.)
- Казаков Андрей Анатольевич, руководитель (20 ноября 2020 г., № 729 — по настоящее время)

### Секретариаты
Секретариат Председателя Совета Министров РСФСР
Указом Президента РСФСР от 19 июля 1991 г. № 13 образован Секретариат Председателя Совета Министров РСФСР.
Указом Президента РСФСР от 6 ноября 1991 г. № 172, на время проведения радикальной экономической реформы сформировано Правительство РСФСР под непосредственным руководством президента РСФСР (отдельный правовой акт об упразднении Секретариата председателя Совета Министров РСФСР не публиковался).
- Захарова Алла Анатольевна, руководитель (24 июля 1991 г., № 15 — 30 сентября 1991 г., № 133)

Секретариат руководителя администрации
Секретариат руководителя администрации президента РСФСР образован летом 1991 года.
Указом президента Российской Федерации от 22 февраля 1993 г. № 273 в структуру Администрации Президента Российской Федерации включен Секретариат руководителя Администрации Президента Российской Федерации и его заместителей.
Указом Президента Российской Федерации от 29 января 1996 г. № 117 Секретариат руководителя Администрации Президента Российской Федерации и его заместителей реорганизован, образован Секретариат руководителя Администрации Президента Российской Федерации.
Указом Президента Российской Федерации от 25 марта 2004 г. № 400 в перечень самостоятельных подразделений Администрации Президента Российской Федерации включен Секретариат руководителя Администрации Президента Российской Федерации (на правах управления).
- Орлов, Валерий Федорович, руководитель (29 февраля 1992 г., № 94-рп — 18 января 1993 г., № 40-рп)
- Прямухин, Владимир Николаевич, руководитель (27 января 1993 г., № 66-рп — 26 июля 1994 г., № 407-рп)
- Королько, Петр Петрович, руководитель (26 июля 1994 г., № 407-рп — 1 сентября 1995 г., № 407-рп)
- Румянцев, Валентин Борисович, руководитель (18 января 1996 г., № 23-рп — 30 июля 1996 г., № 403-рп)
- Волжин, Сергей Николаевич, руководитель (1996—1997)
- Нагайцев, Виктор Николаевич, руководитель (1997—2012)
- Чоботов, Андрей Сергеевич (с 2012 г. по наст. время).

### Другие подразделения
Библиотека администрации
Указом Президента РСФСР от 31 августа 1991 г. № 103 образована Библиотека президента РСФСР на базе Правительственной библиотеки Управления делами Администрации Президента РСФСР.
В соответствии с распоряжением президента РСФСР от 13 ноября 1991 г. № 79-рп — Правительственная библиотека РСФСР.
В соответствии с Распоряжением Президента Российской Федерации от 23 июля 1993 г. № 510-рп — Библиотека Администрации Президента Российской Федерации.
Положением о Библиотеке Администрации Президента Российской Федерации, утверждённым Распоряжением Президента Российской Федерации от 23 июля 1993 г. № 510-рп, установлено, что Библиотека Администрации Президента Российской Федерации является структурным подразделением (на правах отдела) Администрации Президента Российской Федерации и имеет статус научной библиотеки.
Упразднена Указом Президента Российской Федерации от 12 февраля 1998 г. № 162.
- Зайцев, Валерий Григорьевич, директор Правительственной библиотеки РСФСР/Российской Федерации (13 ноября 1991 г., № 80-рп — 28 марта 1993 г., № 207-рп), директор Библиотеки Администрации Президента Российской Федерации (?)

Бюро по информационному обеспечению администрации
Распоряжением Президента РСФСР от 7 сентября 1991 гола № 36-рп установлено, что Бюро по информационному обеспечению администрации президента РСФСР подчиняется непосредственно руководителю администрации президента РСФСР (указом президента РСФСР от 5 августа 1991 г. № 32 Бюро по информационному обеспечению Совета Министров РСФСР преобразовано в Бюро по информационному обеспечению Администрации президента РСФСР, подчинив его Управлению делами Администрации президента РСФСР).
Распоряжением Президента Российской Федерации от 7 сентября 1992 года № 494-рп Бюро по информационному обеспечению администрации президента Российской Федерации преобразовано в Управление информационных ресурсов Администрации Президента Российской Федерации.
Лечебно-оздоровительное объединение администрации
Распоряжением Президента РСФСР от 7 сентября 1991 года № 36-рп установлено, что Лечебно-оздоровительное объединение подчиняется непосредственно руководителю Администрации Президента РСФСР (указом президента РСФСР от 5 августа 1991 г. № 32 Лечебно-оздоровительное объединение при бывшем Управлении делами Совета Министров РСФСР передано Управлению делами Администрации президента РСФСР).
Указом Президента Российской Федерации от 9 апреля 1992 года № 380 образован Медицинский центр при Правительстве Российской Федерации на базе Лечебно-оздоровительного объединения администрации президента Российской Федерации.
Группа экспертов президента
Указом Президента РСФСР от 13 сентября 1991 года № 121 создана Группа экспертов президента РСФСР.
Указом Президента Российской Федерации от 22 февраля 1993 года № 273 образован рабочий аппарат Экспертного совета при президенте Российской Федерации на базе Группы экспертов президента Российской Федерации и Секретариата Председателя Экспертного совета при президенте Российской Федерации.
- Нит, Игорь Васильевич, руководитель (14 сентября 1991 года, № 41-рп — ?)

Архив президента
Образован Указом Президента Российской Федерации от 31 декабря 1991 года № 338.
Положением об Архиве президента Российской Федерации, утверждённым Распоряжением Президента Российской Федерации от 24 марта 1994 г. № 151-рп, установлено, что Архив президента Российской Федерации является специализированным подразделением Администрации Президента Российской Федерации на правах отдела.
Упразднен Указом Президента Российской Федерации от 12 февраля 1998 года № 162.
- Коротков, Александр Васильевич, директор (17 февраля 1992 года, № 56-рп — ?)

Издательство «Юридическая литература»
Распоряжением Президента Российской Федерации от 18 марта 1992 года № 112-рп издательство «Российское право» (бывшее «Юридическая литература») передано из ведения Министерства печати и информации Российской Федерации в ведение администрации президента Российской Федерации.
Распоряжением президента Российской Федерации от 8 августа 1992 года № 428-рп издательство «Российское право» реорганизовано в издательство «Юридическая литература».
В соответствии с Уставом издательства «Юридическая литература» Администрации Президента Российской Федерации, утверждённым Указом Президента Российской Федерации от 3 апреля 1997 года № 289, издательство является государственным учреждением, находящимся в ведении Администрации Президента Российской Федерации.
- Бунин, Иван Афанасьевич, генеральный директор (8 августа 1992 года, № 429-рп — 21 апреля 1997 года, № 152-рп)

## Лоббизм в Администрации президента России
Администрация президента России всегда была и остается одним из объектов лоббирования законопроектов и указов Президента. В России лоббизм не регламентируется специальным законодательством, как в США или в Канаде, но существует на практике. О лоббировании в Администрации президента России есть несколько свидетельств. В декабре 2015 года глава этого органа на тот момент Сергей Иванов подтвердил факт наличия лоббирования: «Официального лоббизма в России нет (что плохо, строго говоря), но негласно он всегда процветал пышным цветом. Поверьте на слово. Сталкиваюсь с этим чуть ли не каждый день». В 2006 году в связи с принятием Государственной думой законопроекта, позволяющего принимать плату за услуги ЖКХ и за услуги связи от физических лиц не только банкам, президент Ассоциации российских банков Гарегин Тосунян пообещал «организовать вето президента», если депутаты и сенаторы не поймут «нецелесообразность» этого законопроекта.